# St. Anton kirke i Łódź
St. Anton kirke i Łódź (polsk Kościół p. w. św. Antoniego) ligger på den plads, hvor St. Anton kapel lå i Łagiewniki-skoven.
Den barokke, etskibede murkirke er viet til St. Anton. Den blev rejst i årene 1702-1723 med grundplan som et latinsk kors, med to kapeller og et halvcirkelformet presbyterium. Kirken blev indviet den 16. maj 1726 af ærkebiskoppen af Gniezno, primas Teodor Potocki. Til minde om indvielsen er et portræt af Potocki hængt op på kirkens sydlige mur.

51°50′47.27″N 19°28′18.22″Ø / 51.8464639°N 19.4717278°Ø